# Yang-Yang
Pour les articles homonymes, voir Yang Yang.
Yang-Yang est une localité située dans l'ouest du Sénégal. Elle était autrefois la capitale de l'empire du Djolof.

## Histoire
Succédant à Thieng, Yang-Yang a été la capitale de l'empire du Djolof.
Amorçant le premier au Sénégal le dialogue islamo-chrétien, c'est à Yang-Yang que Bouna Alboury Ndiaye, le dernier Bourba Djolof, reçoit en 1923 l’archevêque de Dakar, Mgr Jalabert.
Le tata d'Alboury Ndiaye, la Résidence royale et la stèle représentant la mosquée du Tata figurent sur la liste des Monuments historiques classés.

## Administration
Depuis l'érection de Mbeuleukhé en commune (2010), le village fait partie de la communauté rurale de Yang-Yang. C'est le chef-lieu de l'arrondissement de Yang-Yang dans le département de Linguère (région de Louga).

## Géographie
À vol d'oiseau, les localités les plus proches sont Tiaboguel, Ndiane Sabo, Kalossi, Belel Beloki, Ngraf et Tiavali.

### Population
En 2010, Yang-Yang comptait 364 habitants et 45 ménages.

### Activités économiques
- Musée d'histoire du Djoloff et de l'amitié France-Sénégal à Yang-Yang : fondé par Mansour Bouna Ndiaye dans l'enceinte de la résidence de son père, le dernier Bourba du djoloff Bouna ALboury Ndiaye, riche en histoires et en objets historiques.

## Personnalités nées à Yang-Yang
- Général Abdoulaye Fall
- Général Daouda Niang